# The Pleasure Seekers
The Pleasure Seekers – żeński zespół garage rockowy, powstały w 1964 w Detroit. Formacja szybko zmieniła nazwę (i pierwotny styl muzyczny) na Cradle. Grupa jest znana dzięki Suzi Quatro, która była jej współzałożycielką.
Gitarzystka zespołu i siostra Suzi, Patti Quatro, współpracowała z innym żeńskim zespołem rockowym, Fanny, po rozpadzie The Pleasure Seekers.

## Dyskografia

### Single
- „Never Thought You'd Leave Me” (1964), Hideout Records
- „Light of Love” (1968), Mercury Records[2]

### Kompilacje
- Friday at the Hideout (data nieznana), Hideout Records
- Highs in the Mid-Sixties, Volume 6 (1984), AIP Records
- The History (2010), CDBaby[3]
- What a Way to Die (2011), CD Baby[4]